# Sherry Wolf
Sherry Wolf (Brooklyn, Nueva York, 4 de mayo de 1965) es una escritora, feminista, activista LGBT y socialista estadounidense.

## Biografía
Wolf creció en Long Island, Nueva York. Se graduó de Lawrence High School. Luego estudió filosofía en la Universidad del Noroeste. En la universidad ella salió como lesbiana y se convirtió en socialista activa. Es subdirectora de International Socialist Review y coordinadora sindical de la Asociación Estadounidense de Profesores Universitarios en la Universidad Rutgers.

## Escritora
Wolf ha escrito el libro "Sexualidad y socialismo: historia, política y teoría de la liberación LGBT", donde analiza la historia, política y teoría de los derechos de LGBT de una perspectiva feminista marxista y postmodernista.. El libro ha recibido ambos críticas positivas y negativas en la prensa sueca y estadounidense.

El libro ha sido citado varias veces en la literatura científica.

Wolf ha escrito artículos de debate para The Nation, The Advocate, Counterpunch, Monthly Review, Dissident Voice, Socialist Worker, International Socialist Review y New Politics. Los diferentes temas sobre los que ha escrito son cuestiones de LGBT, imperialismo, deportes, el conflicto entre Israel y Palestina, feminismo y política de Estados Unidos.

## Activismo
Wolf fue miembro del comité ejecutivo que organizó la Marcha Nacional por la Igualdad, una gran manifestación que en 2009 reunió a 200.000 manifestantes en Washington D. C. para exigir la igualdad de derechos para las personas LGBT. Ella también fue una de las oradoras. Esta fue la primera gran manifestación de LGBT en los Estados Unidos, con el propósito de presionar al presidente Barack Obama para cumplir sus promesas sobre cuestiones LGBT.
Wolf, que es judía, es miembro de la red internacional judía antisionista. Ella cree que la crítica del estado Israel no es similar al antisemitismo. Ella apoya activamente la lucha palestina y la campaña internacional contra productos e inversiones israelíes.

## Obras publicadas
Libros
- Sherry Wolf (2009). Sexuality and Socialism: History, Politics, and Theory of LGBT Liberation (en inglés). Chicago: Haymarket Books. ISBN 9781931859790.

Artículos
- When Will the US Catch Up with Africa?, Counterpunch, 17 de noviembre de 2006.
- Israel, the “lobby,” and the United States: The watchdog, not the master Archivado el 19 de octubre de 2018 en Wayback Machine., International Socialist Review, marzo-abril de 2007.
- Ron Paul, Libertarianism, and the Freedom to Starve to Death, MRZine, 11 de diciembre de 2007.
- Why The Left Must Reject Ron Paul, Dissident Voice, 13 de diciembre de 2007.
- LGBT Political Cul-de-sac: Make a U-Turn, New Politics, 2009.
- Caster Semenya: The Idiocy of Sex Testing Archivado el 14 de julio de 2018 en Wayback Machine., The Nation, 21 de agosto de 2009.
- Leveling the playing field Archivado el 22 de noviembre de 2015 en Wayback Machine., Socialist Worker, 27 de mayo de 2010.
- Why are Liberals Building the Right?, CounterPunch, 11 de octubre de 2010.
- "America's Deepest Closet," (enlace roto disponible en Internet Archive; véase el historial, la primera versión y la última)., The Nation, 27 de julio de 2011.
- "What's So Gay About Apartheid?", The Advocate, 11 de agosto de 2011.
- What's behind the rise of BDS?, International Socialist Review, 2014.

Entrevistas
- Entrevistamos Sherry Wolf, autora do livro "Sexualidade e Socialismo", Entrevista Diário, 28 de junio de 2015.
- "Real Socialism 101" - An interview with Sherry Wolf, International Socialist Organization Boston, 19 oktober 2009.
- Mosque debate heats up, Hardball with Chris Matthews, 23 de agosto de 2010.
- Sherry Wolf: The Ruckus Over Israeli Apartheid Week, the Gay Center, and a Porn Star Archivado el 7 de marzo de 2016 en Wayback Machine., The Village Voice, 24 de febrero de 2011.
- Lesbian socialist: Do we really want to be part of 'traditional marriage'?, The Advocate, 26 de junio de 2015.
- Socialism and LGBT Liberation, Left Voice, 7 de septembre de 2015.
- Sexualität & Sozialismus, Klasse Gegen Klasse, 16 de octubre de 2015.